# Nejonizujuće zračenje
Neјonizujuće zračenje, neјonizujuća radijacija је bilo kojа vrstа elektromagnetnog zračenja koja ne poseduje dovoljno energije po kvantu (na nivou fotona ona je manja od 12,4 eV), kojom bi mogla izazvati јonizaciju; odnosno uklanjanje elektrona iz atoma ili molekule. Umesto stvaranja јona prilikom prolaska kroz materiju, elektromagnetno zračenje ima dovoljno energije samo za ekscitaciju, odnosno prelazak elektrona u više energetsko stanje, pri čemu mogu da se uoče različiti biološki efekti kod različitih vrsta nejonizujućeg zračenja.
Od nastanka života na Zemlji do dvadesetog veka prirodna niskofrekventna i visokofrekventna električna i magnetna polja, slabog intenziteta, pored zemljinog statičkog magnetnog polja, su činila zemaljski elektromagnetni ambijent. Ova prirodna polja nejonizujućeg zračenja primarno potiču iz dva izvora: Sunca i atmosferskih pražnjenja. Međutim, tokom [20. vek]a naše okruženje sadrži različite oblike EM polja, kako prirodno nastalih tako i onih koje je, svojim tehničkim inovacijama, proizveo čovek. Elektromagnetna energija se koristi na različite načine, iako njena suština i njena negativna dejstva još nisu u potpunosti poznata a masovno je u mnogim uređajima njena primena postala integralni deo modernog života. Ako merimo doprinos elektromagnetnih zračenja odnosno polja na razvoj i dobrobit ljudske zajednice i negativne efekte po zdravlje ljudi, možemo zaključiti da su pozitivni efekti daleko ispred negativnih efekata. Zapravo upotreba elektromagnetnih polja i talasa je temelj razvoja savremene civilizacije.
Nejonizujuća (EM) zračenja obuhvataju: ultraljubičasto ili ultravioletno zračenje, vidljivo zračenje (svetlost-talasne dužine 400-780 nm), infracrveno zračenje, radio-frekvencijsko zračenje, elektromagnetska polja niskih frekvencija (0-10 kHz) i lasersko zračenje. Nejonizujuća zračenja obuhvataju i ultrazvuk ili zvuk čija je frekvencija veća od 20 kHz. Izvor nejonizujućih zračenja može biti uređaj, instalacija ili objekat koji emituje ili može da emituje nejonizujuće zračenje.
Početkom 21. veka sve više se učvršćuje mišljenje da EM ili nejonizujuća zračenja proizvedena na različite načine, od energetskih vodova do mobilnih telefona, izazivaju različita oboljenja, uključujući rak. Nažalost, zbog nedovoljnih saznanja, još uvek nema jedinstvenog stava. Bolji uvid u realnu situaciju koji imaju dobri poznavaoci ove oblasti ukazuju da ne treba ignorisati njegove potencijalne opasnosti po zdravlje, jer su primećeni uticaji i nejonizujućeg zračenja veoma male jačine, što nije lako objasniti i mogu se svrstati u različite kategorije, u zavisnosti od osobina i funkcija.

## Vrste
Elektromagnetni spektar je podijeljen na jonizujući i nejonizujući deo, kao na slikama niže.
Prema frekvenciji, EM zračenje je podijeljeno na jonizujuće i nejonizujuće.
Jonizujuća i nejonizujuća zračenja su razdvojena u elektromagnetnom spektru. Opšte prihvaćena granica je na talasnim dužinama oko 1nm u ultraljubičastom (UV) području. Iznad ove granice je jonizujuće zračenje, u kome fotoni imaju dovoljnu energiju da fizički promene atom koji pogode, menjajući ga u naelektrisanu česticu zvanu jon. Svi tipovi EM zračenja imaju iste fizičke osobine u smislu divergencije, interferencije, spajanja, i polarizacije; a razlikuju se po količini energije. Frekventni opseg EM spektra koji se danas tehnički koristi obuhvata red veličina 1012 .
Nejonizujuće zračenje je opšti izraz za deo elektromagnetnog spektra u kome je energija fotona mala tako da ne može razbiti veze između delova atoma ozračenog materijala, ali može zazvati jake posledice kao što je zagrevanje. Ono obuhvata;
- Ultravioletno zračenje (100-400 nm)
- Vidljivo zračenje – svetlost (400-780 nm)
- Infracrveno zračenje (780 nm – 1 mm)
- Radio-frekvencijsko zračenje (10 kHz – 300 GHz)
- Elektromagnetsko polje niskih frekvencija (0-10 kHz)
- Lasersko zračenje
- Ultrazvuk preko 20 kHz

Pored nejonizujućeg zračenja koje na Zemlju dolazi i iz prirodnih izvora, poput Sunca koje emituje ultraljubičasto zračenje i terestralnog zračenja zemlje, danas je savremeni način života nemoguće zamisliti bez uređaja koji sa jedne strane olakšavaju život, a sa druge predstavljaju izvor nejonizujućeg zračenja. U veštačke izvore spadaju električni uređaji u svakom domaćinstvu, poput šporeta, frižidera, mašina za veš, fenova, a tu su u čovekovom okruženju radari, mobilna telefonija, trafo stanice, bazne stanice, antene, bandere itd.

### Podela i primena
Uopšteno gledano, EM spektar možemo podeliti u tri široke oblasti:
Polja vrlo niskih frekvencija (VNF)
Po definiciji to su polja frekvencije do 3 kHz. Na ovim frekvencijama, talasna dužina je veoma velika (6000 km za 50 Hz i 5000 km za 60 Hz). Ona se koriste u energetici (prenos, distribucija, i razne aplikacije) i za stratešku komunikaciju podmornica zaronjenih u morima. VNF polja proizvode veoma različiti uređaji i postrojenja kako u kući tako i na radnom mestu. To su na primer fotokopir aparati, energetski vodovi, transformatori, kućni uređaji, električni vozovi i računari.
Radiofrekventno zračenje (RFZ)
Radiofrekventno zračenje (RFZ) je termin koji se primjenjuje kod upotrebe EM talasa za radio i televiziju, radar, i ostale RF/mikrotalasne komunikacione uređaje. RFZ se sastoji od pokretnih talasa, koji su u frekventnom opsegu od 3 kHz do 300 GHz.
Niži deo RFZ opsega se zove niskofrekventni (NF) opseg. On se definiše u rasponu od 30 do 500 kHz. Prvenstveno se koristi za pomorske i vazduhoplovne radio navigacijske uređaje.
Srednjefrekventni (SF) opseg obuhvata talase talasne dužine manje od 200 metara i prepušten je eksperimentima i radio amaterima.
Visokofrekventni (VF) opseg se definiše od 3 do 30 MHz. Ovaj opseg se tradicionalno koristi za komunikacije. Satelitske usluge postepeno zamjenjuju VF usluge
Interesantan je opseg sa širokom primenom i uređajima posebno u bežičnoj, mobilnoj, celularnoj, personalnoj i satelitskoj komunikaciji koji je vrlo visokofrekventni (VVF, ili poznatiji kao VHF) i ultra visokofrekventni (UVF, ili poznatiji kao UHF) opseg od 30 MHz do 3 GHz. Prostiranje iznad 30 MHz je uglavnom u pravoj liniji sa verovatnoćom rasejanja. Frekvencije od posebnog interesa za celularne komunikacije su u opsegu od 800 do 900 MHz, dok je opseg frekvencija personalnih komunikacija od 1700 do 2200 MHz.
Frekvencija od 2.45 GHz je rezervisana za industrijske, naučne i medicinske uređaje, a najviše za mikrotalasne peći.
Frekvencije iznad 3 GHz se mogu podijeliti na super visokofrekventni (SVF)opseg (3-30 GHz) i ekstra visokofrekventni (EVF) opseg (30-300 GHz). Ove frekvencije se koriste za radar, mobilni radio i satelitske potrebe.
Nekoherentno optičko zračenje.
Jasna granica između oblasti nekoherentnog optičkog zračenja i RFZ javlja se na talasnoj dužini od približno 1 mm. Podela optičkog zračenja je sledeća:
- infracrveno (IC) zračenje je u oblasti talasnih dužina od 1 mm do 750 nm,
- vidljiva svetlost je u opsegu od 740 do 400 nm,
- ultraljubičasto zračenje od 5 do 400 nm.

## Uticaj na zdravlje
Zabrinutost oko uticaja nejonizujućeg zračenja na zdravlje se prvenstveno zasniva na brojnim
epidemiološkim studijama. Takve studije sve više nalaze vezu između oboljenja i određenih karakteristika okoline, na osnovu bioloških podataka u određenom (posmatranom) vremenskom periodu za veliku populaciju ljudi. Svaki biološki podatak je čisto statistički; međutim, ljudi se obično mogu uklopiti u određene kategorije bazirane na osnovu mesta života ili zaposlenja. Rezultati mogu ukazati samo na verovatan uzročnik (npr. nejonizujuće zračenje) pošto postoji mnogo uzročnika koji se mogu vezati za pojedinu osobu.
Epidemiološke studije obrađuju uočene efekte mogućeg opasnog izlaganja nejonizujućem zračenju na ljudsko zdravlje, te da li je izlaganje kvanitativno vezano za te efekte. Pri tome treba imati u vidu
da epidemiolozi ne stvaraju eksperimentalna polja nejonizujućeg zračenja niti mogu da kontrolišu uzroke oboljenja na način kako to čine istraživači u laboratorijama. Zato nedostatak saznanja kako EM zračenja reaguju sa živim sistemima čini pitanje procene uticaja EM zračenja glavnim uzrokom nesigurnosti.
Najznačajniji biološki efekati nejonizujućeg zračenja iz različitih izvora, sa različitom talasnom dužinom i frekvencijom, otkriveni u mnogobrojnim epidemiološkim studijama.
| [ 2 ]                     | Izvor | Talasna dužina  | Frekvencija       | Biološki efekti                                                          |
| ------------------------- | --- | --------------- | ----------------- | ------------------------------------------------------------------------ |
| UVA                       | Sunčevo zračenje                                                                                               | 318 nm - 400 nm | 750 THz - 950 THz | - Oko– fotohemijska katarakta; - Koža – eritem, pigmentacija             |
| Vidljiva svetlost         | Laseri, Sunčeva svetlost, vatra, LED, sijalice                                                                 | 400 nm - 780 nm | 385 THz - 750 THz | - Koža - starenje; - Oko – fotohemijske i termičke povrede retine        |
| IR-A                      | Laseri, daljinski upravljači                                                                                   | 780 nm - 1.4 µm | 215 THz - 385 THz | - Oko – termičke povrede retine, termička katarakta, - Opekotine kože    |
| IR-B                      | Laseri, telekomunikacije                                                                                       | 1.4 µm - 3 µm   | 100 THz - 215 THz | - Oko – opekotine rožnjače, katarakta, - Opekotine kože                  |
| IR-C                      | Laseri, daleko IR područje                                                                                     | 3 µm - 1 mm     | 300 GHz - 100 THz | - Oko – opekotine rožnjače, katarakta, - Zagrevanje površine tela        |
| Mikrotalasi               | PCS telefoni, pojedini mobilni telefoni, mikrotalasne peći, bežični telefoni, detektori kretanja, radar, Wi-Fi | 1 mm - 33 cm    | 1 GHz - 300 GHz   | - Zagrevanje tkiva                                                       |
| Radio-frekventno zračenje | Mobilni telefoni, televizija, FM, AM, kratki talasi, bežični telefoni                                          | 33 cm - 3 km    | 100 kHz - 1 GHz   | - Zagrevanje tkiva, povišena telesna temperatura                         |
| Niskofrekventni RF        | Dalekovodi | > 3 km          | < 100 kHz         | - Sakupljanje naboja na površini, - Smetnje nervnih i mišićnih impulsa   |
| Statička polja            | Jaki magneti, MRI                                                                                              | Beskonačno      | 0 Hz              | - Magnetsko – vrtoglavica/mučnina; - Električno – naboj na površini tela |

## Mere zaštite
Mere zaštite od nejonizujućih zračenja zasnivaju se na sledećim načelima:
1) Načelo zabrane - izlaganje nejonizujućim zračenjima iznad propisane granice i svako nepotrebno izlaganje nejonizujućim zračenjima nije dozvoljeno;
2) Načelo srazmernosti - uslovi i dozvoljenost korišćenja izvora nejonizujućih zračenja od posebnog interesa se određuju i cene prema koristi koju njihovo korišćenje pruža društvu u odnosu na potencijalne rizike nastupanja štetnog dejstva usled njihovog korišćenja, uzimajući u obzir nivo i trajanje izloženosti stanovništva u konkretnom slučaju, starosnu i zdravstvenu strukturu potencijalno izloženog stanovništva, način, vreme i mesto korišćenja takvog izvora, prisustvo drugih izvora sa različitim frekvencijama, kao i druge relevantne okolnosti konkretnog slučaja;
3) Načelo javnosti - podaci o nejonizujućim zračenjima moraju biti dostupni javnosti.

### Osnovne mere zaštite
- Izbegavanje bespotrebnog izlaganja nejonizujućem zračenju
- Rastojanje od izvora (poželjno je što veće)
- Skraćenje vremena izlaganja
- Ne primicati glavu i oči izvoru nejonizujućeg zračenja
- Obeležavanje zona zračenja
- Korišćenje zaštitnog odela samo u posebnim situacijama
- Periodični zdravstveni pregledi ljudstva izloženog nejonizujućem zračenju
- Osposobljavanje za bezbedan rad
- Merenje zračenja
- Kontrola kvaliteta izvora zračenja (pre puštanja uređaja u rad, periodične u toku rada i po završenoj opravci-servisiranju)

### Zakonska regulativa
U sprovođenju zaštite od nejonizujućih zračenja u svim zemljama sveta preduzimaju se i propisuju sledeće mere:
- Određivanje granica izlaganja nejonizujućim zračenjima;
- Otkrivanje prisustva i određivanje nivoa izlaganja nejonizujućim zračenjima;
- Određivanje uslova za korišćenje izvora nejonizujućih zračenja od posebnog interesa;
- Obezbeđivanje organizacionih, tehničkih, finansijskih i drugih uslova za sprovođenje zaštite od nejonizujućih zračenja;
- Vođenje evidencije o izvorima nejonizujućih zračenja od posebnog interesa;
- Označavanje izvora nejonizujućih zračenja od posebnog interesa i zone opasnog zračenja na propisani način;
- Sprovođenje kontrole i obezbeđivanje kvaliteta izvora nejonizujućih zračenja od posebnog interesa na propisani način;
- Primena sredstava i opreme za zaštitu od nejonizujućih zračenja;
- Kontrola stepena izlaganja nejonizujućem zračenju u životnoj sredini i kontrola sprovedenih mera zaštite od nejonizujućih zračenja;
- Obezbeđivanje materijalnih, tehničkih i drugih uslova za sistematsko ispitivanje i praćenje nivoa nejonizujućih zračenja u životnoj sredini;
- Obrazovanje i stručno usavršavanje kadrova u oblasti zaštite od nejonizujućih zračenja u životnoj sredini;
- Informisanje stanovništva o zdravstvenim efektima izlaganja nejonizujućim zračenjima i merama zaštite i obaveštavanje o stepenu izloženosti nejonizujućim zračenjima u životnoj sredini.

Bazična ograničenja izloženosti stanovništva električnim,
magnetskim i elektromagnetskim poljima (od 0 Hz do 300 GHz) u Republici Srbiji
| Frekventni opseg  | Gustina magnetnog fluksa B (mT) | Gustina struje J (mА/m 2) | SAR uprosečen za celo telo (W/kg) | SAR lokalizovan na glavu i trup (W/kg) | SAR lokalizovan na ekstremitete (W/kg) | Gustina snage S (W/m2) |
| ----------------- | ------------------------------- | ------------------------- | --------------------------------- | -------------------------------------- | -------------------------------------- | ---------------------- |
| 0 Hz              | 40                              |                           |                                   |                                        |                                        |                        |
| >0-1 Hz           |                                 | 8                         |                                   |                                        |                                        |                        |
| 1 – 4 Hz          |                                 | 8/f                       |                                   |                                        |                                        |                        |
| 4-1000 H          |                                 | 2                         |                                   |                                        |                                        |                        |
| 1000 Hz – 100 kHz |                                 | f/500                     |                                   |                                        |                                        |                        |
| 100 Hz – 10 kHz   |                                 | f/500                     | 0,08                              | 2                                      | 4                                      |                        |
| 10 МHz – 10 GHz   |                                 |                           |                                   | 0,08                                   | 2                                      | 4                      |
| 10 – 300 GHz      |                                 |                           |                                   |                                        |                                        | 10                     |

## Literatura
- INTERPHONE Study Group (2010). „Brain tumour risk in relation to mobile telephone use: Results of the INTERPHONE international case-control study”. Int J Epidemiol. 39 (3): 675—694. PMID 20483835. doi:10.1093/ije/dyq079..
- Cardis, E.;  . (2007). „The INTERPHONE study: Design, epidemiological methods, and description of the study population”. Eur J Epidemiol. 22 (9): 647—664. PMID 17636416. doi:10.1007/s10654-007-9152-z.. 2007.
- Saracci, R.; Samet, J. (2010). „Commentary: Call me on my mobile phone...or better not?--a look at the INTERPHONE study results”. Int J Epidemiol. 39 (3): 695—698. PMC 2878457 . PMID 20483832. doi:10.1093/ije/dyq082..
- Research Triangle Park, NC:National Toxicology Program, National Institute of Environmental Health Sciences, National Institutes of Health, U.S. Department of Health and Human Services . Available: „NTP Cell Phone Radiofrequency Radiation Studies [fact sheet].” (PDF). 2009. Архивирано из оригинала 27. 10. 2011. г. Приступљено 12. 6. 2010.
- Environment and Brain Tumours in Young People homepage. Available: „MOBI-KIDS Study on Communication Technology”. Приступљено 12. 6. 2010.[мртва веза]
- Cohort Study of Mobile Phone Use and Health (COSMOS) homepage. Available: „Cosmos: Cohort study of mobile phone use and health”. Архивирано из оригинала 26. 04. 2010. г.
- CTIA-The Wireless Association US Wireless Quick Facts. Year-End Figures. Available:
- Министарство животне средине Р.Србије Правилником о границе излагања нејонизујућим зрачењима ,„"Службени гласник РС", број 36/09” (PDF). 2009. Архивирано из оригинала (PDF) 27. 03. 2014. г.
- Lakić Dragoljub Dosadašnja saznanja o uticajima stacionarnih NF polja na organizam čoveka  (PDF) https://web.archive.org/web/20080920162842/http://energetika.etfbl.net/diplomci/Lakic%20Dragoljub/dosadasnja%20saznanja%20o%20uticajima%20stacionarnih%20i%20nf%20polja%20na%20c.pdf. Архивирано из оригинала (PDF) 20. 09. 2008. г. Недостаје или је празан параметар |title= (помоћ)
- Riadh W.Y. Habash, Electromagnetic Fields and Radiation, Marcel Dekker Inc, New York-Basel,
- IEEE Spectrum, Special Report - Electromagnetic fields: the jury's still out, Fitzgerald, Morgan, and Nair, august 1990
- Branko D. Popović, Elektromagnetika, Nauka, Beograd, 1997. godina
- Lakić Dragoljub, Influence of electric i magnetic fields on human health, seminarski rad radjen u toku boravka na Technische Universität Ilmenau, Fakultät für Elektrotechnik und Informationstechnik Institut für Allgemeine und Theoretische Elektrotechnik, 2003. godina

## Spoljašnje veze
- „Нејонизујуће зрачење и начела заштите” (PDF). Архивирано из оригинала (PDF) 04. 03. 2016. г. Приступљено 26. 09. 2011.
- „"Сл гласник РС", бр. 36/09 од 15.05.2009”. Архивирано из оригинала 05. 03. 2016. г.
- Примена радара у контроли саобраћаја
- RF-neionizirajuće zračenje, merenje i efekti.
- International Radiation Protection Association
- „Eco-sitio.com.ar”. Архивирано из оригинала 07. 03. 2005. г.
- „Sobre contaminación magnética y enfermedades ocasionadas por líneas de alta tensión en Avaluche.com”. Архивирано из оригинала 29. 09. 2010. г.
- „Documentación sobre efectos de la radiación, HPA UK”. Архивирано из оригинала 24. 11. 2010. г.